# 從日升到日落

從卡洛斯三世到阿方索十三世西班牙國王的紋章，其上可見該格言

從日升到日落（拉丁語：A solis ortu usque ad occasum）是西班牙王室的紋章格言。該格言來自於《聖經舊約·詩篇》（
），表現了一個君主統治遍佈全球的領土，類似於西班牙帝國和後來的大英帝國如何被稱為“日不落帝國”。
這句話在西班牙的許多國王的徽章中被引用，它在徽章上方的位置很獨特，類似於標語中的蘇格蘭式紋章頂部的標語；而這一結構與下方的環形勳章（在有的紋章中）相呼應。西班牙人想要用這種構圖來表明太陽沒有落入其帝國橫跨兩個半球的統治區域中。這個座右銘呼應了一個著名的短語，即腓力二世所說的：“在我的統治下，太陽不落山。（西班牙語：en mis dominios no se pone el sol）”
19世紀，帶有卡斯蒂利亞羽飾和該格言的皇家紋章被廢棄。

## 延伸閱讀
- José de Avilés, Marqués de. Ciencia heroyca, reducida a las leyes heráldicas del blasón （页面存档备份，存于）, Madrid: J. Ibarra, 1780 (Reimp. Madrid: Bitácora, 1992). T. 2, p. 162-166. ISBN 84-465-0006-X.
- Castañeda y Alcover, Vicente. Las armas reales de España. Heraldica hispanica.com (in Spanish).